# Marie Eitink

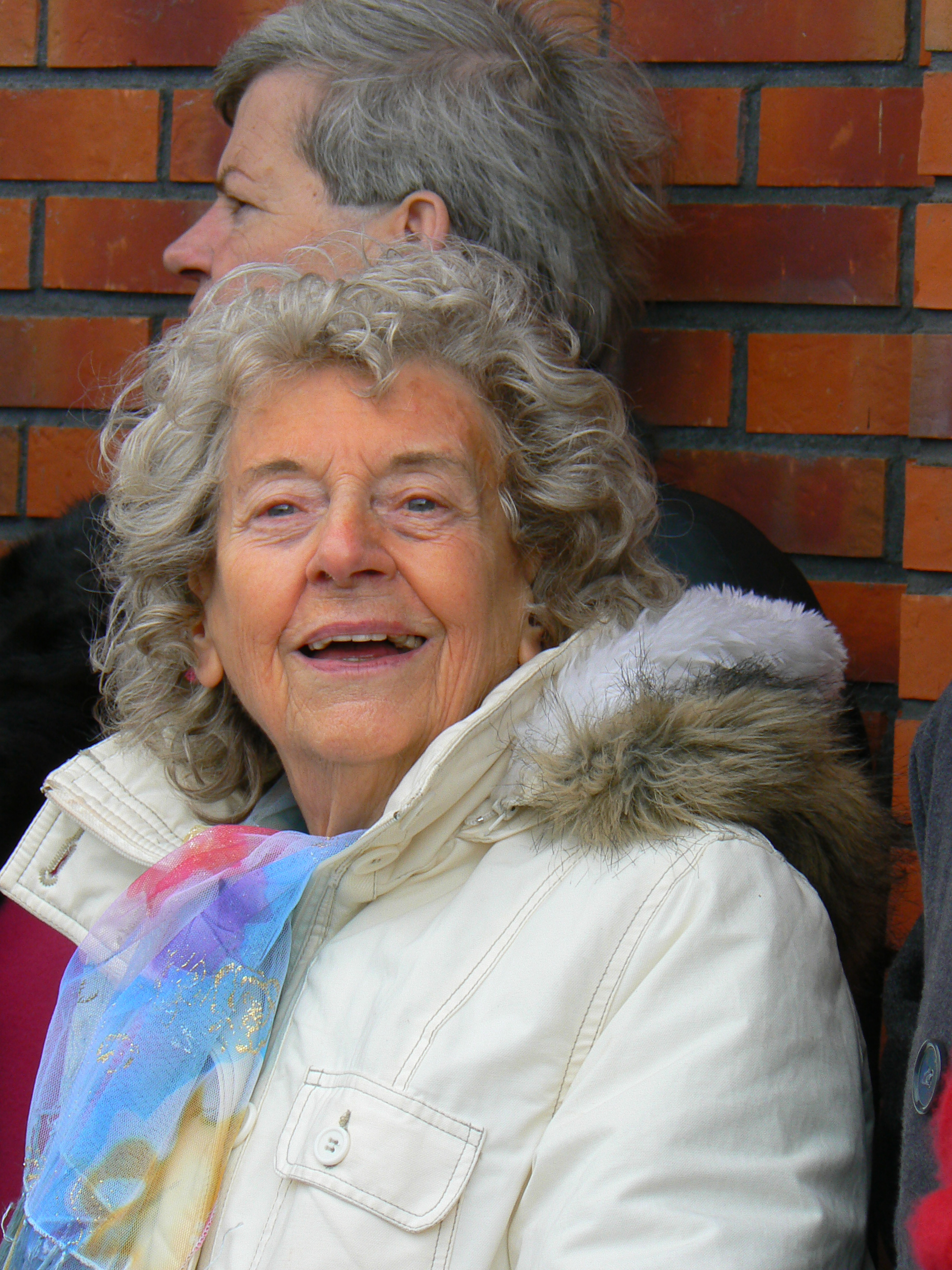
Marie Eitink, 2010

Maria Helena „Marie“ Eitink (* 18. August 1925 in Enschede; † 13. November 2018 ebenda) war eine niederländische Bildhauerin.

## Leben und Werk
Marie Eitink studierte von 1945 bis 1951 an der Rijksakademie van beeldende kunsten in Amsterdam bei Vincent Pieter „Piet“ Semeyn Esser. In ihrem dritten Studienjahr besuchte sie von 1948 bis 1949 die École des Beaux-Arts in Paris. Dort gehörte Ossip Zadkine zu ihren Lehrern und sie lernte die Werke von Germaine Richier und Jean Arp kennen.
Am 8. September 1954 heiratete sie den Bildhauer Johannes „Jan“ Jacobus Jozef Maria van Eyl (1926–1996). Das Paar bekam zwei Töchter. Sie lebten in Eitinks Geburtsort Enschede, wo Jan van Eyl die Bildhauerabteilung der Academie voor Kunst en Industrie Enschede leitete. Marie Eitink schuf einige Werke gemeinsam mit ihrem Mann, wie etwa das Metallrelief am Europatunnel in Hengelo 1955 oder die Skulptur Midwinterhoornblazer  1963, doch ihre Stile unterschieden sich stark voneinander und Marie Eitink schuf überwiegend ihr eigenes skulpturales Œuvre. 1956 erhielt sie eine lobende Erwähnung beim Geraert-ter-Borch-Preis.
Marie Eitink arbeitete mit Stein, Holz, Bronze, Kupfer, Terrakotta, Französischem Kalkstein und Beton. Zu ihren Werken gehörten Kriegsdenkmäler, Installationen, Zeichnungen, geschweißte Skulpturen und eine Vielzahl von Plastiken im öffentlichen Raum. Sie war Mitglied in der „Beroepsvereniging van Beeldende Kunstenaars“ (BBK) und ab 1985 des „Culturele Raad Overijssel Zwolle“.
1963 nahm sie an der Ausstellung Kunstenaars die meewerkten aan het nieuwe stadhuis der Gemeinde Hengelo teil und 1967 an der Beeld en Route Groningen der Stichting Beeld en Route Groningen. Im Jahr 2005 wurden Plastiken und Zeichnungen von Eitink im Museum Palthehuis in Oldenzaal gezeigt.

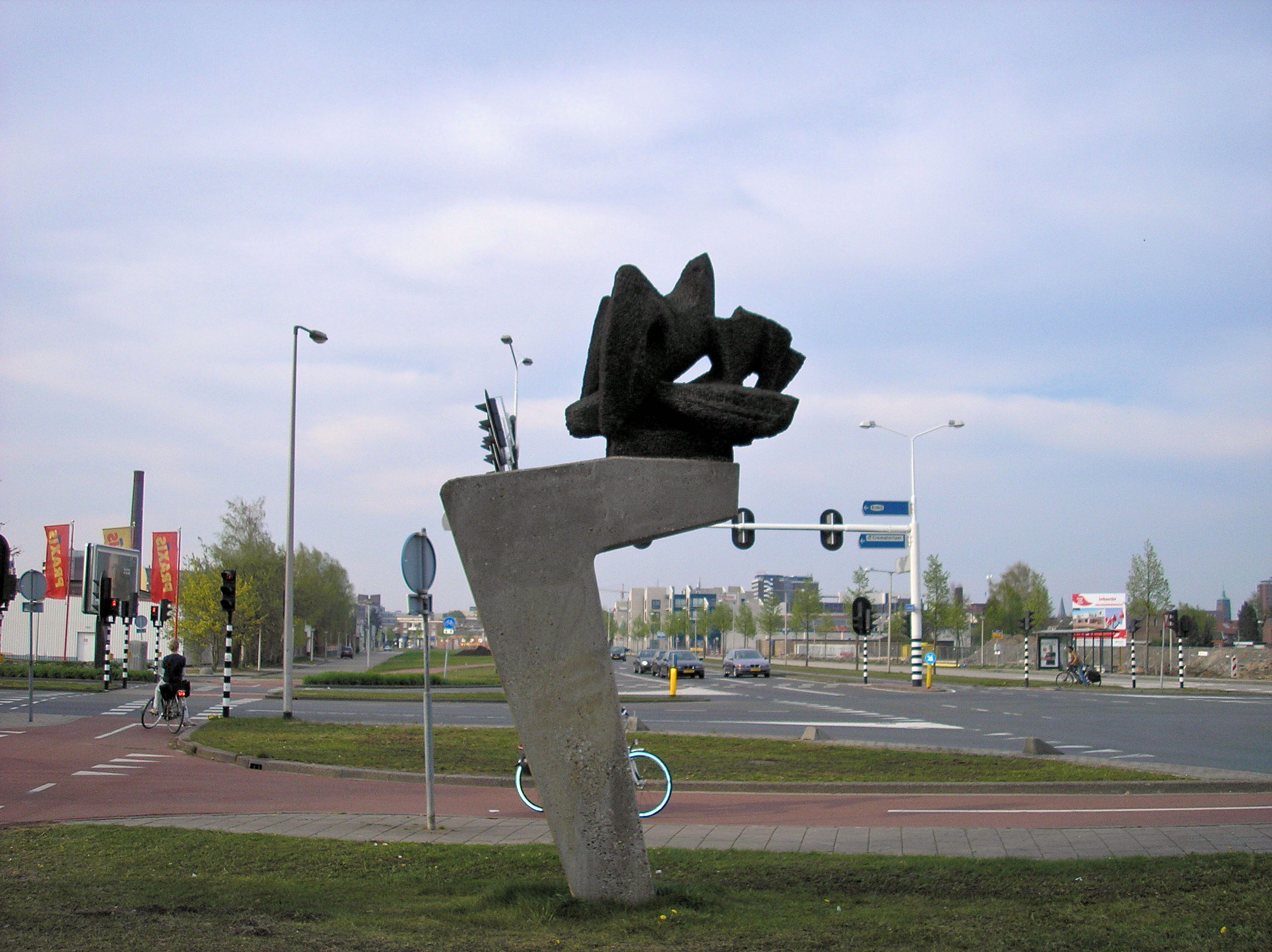
Herrijzing
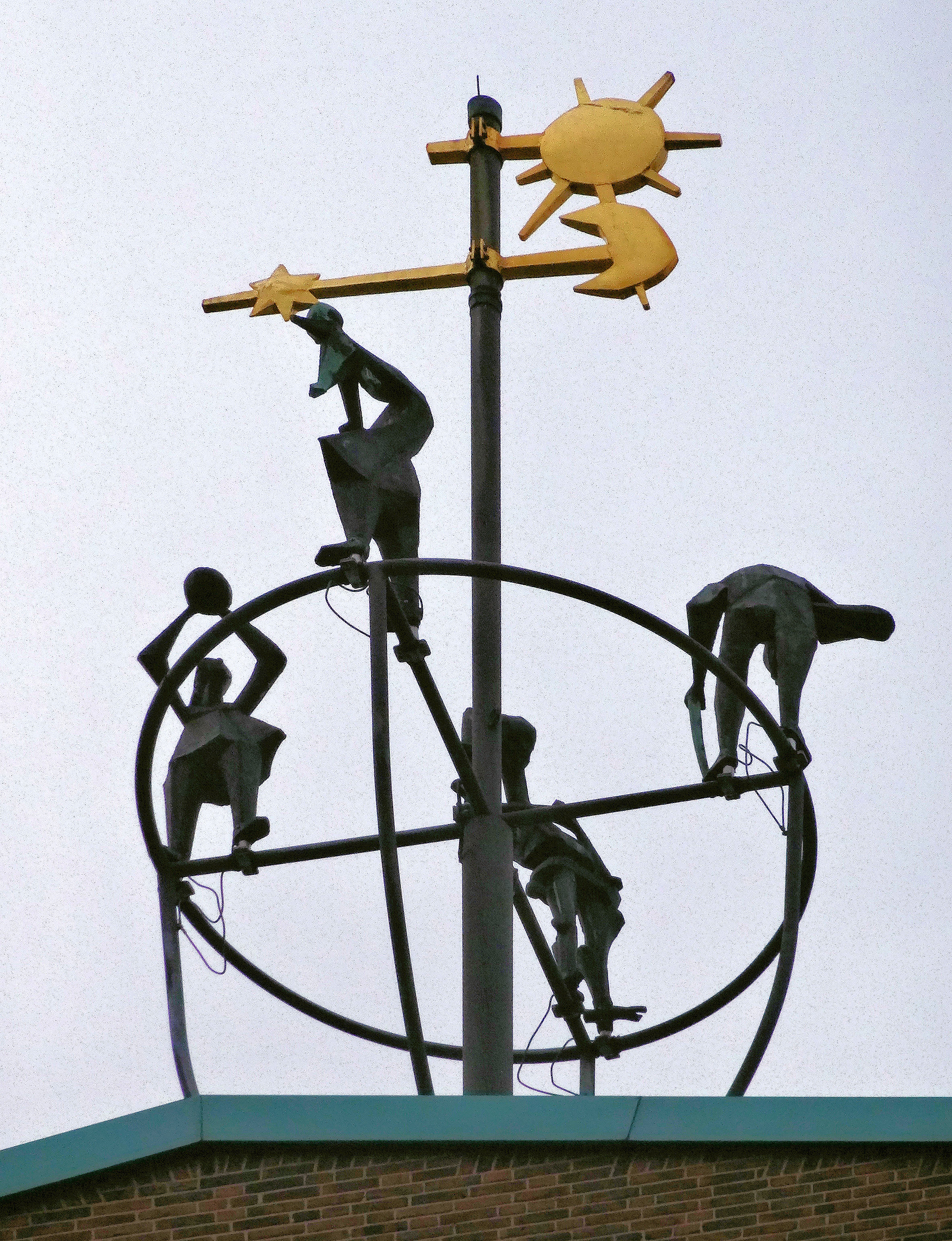
Levensgang
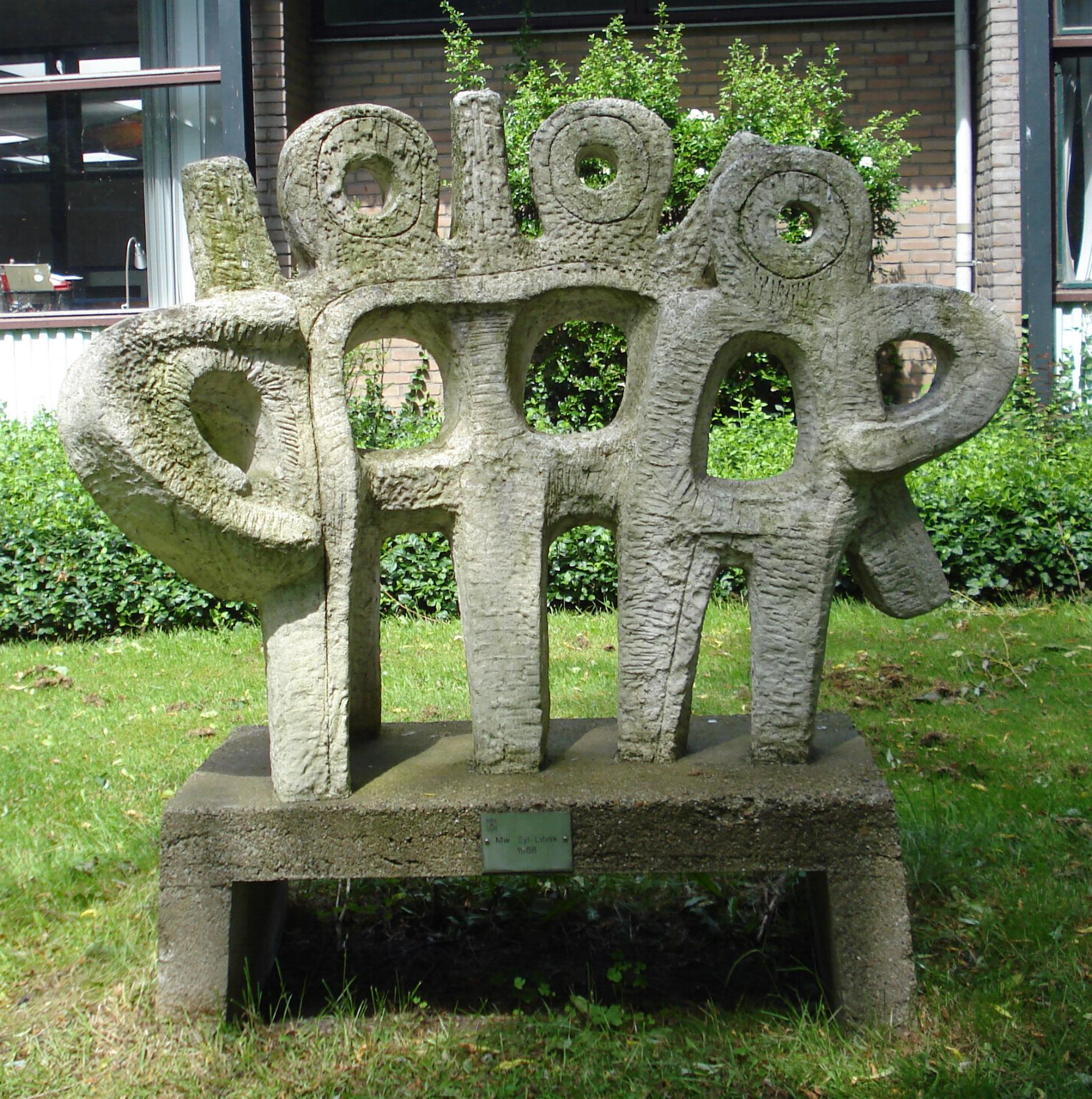
Plastiek
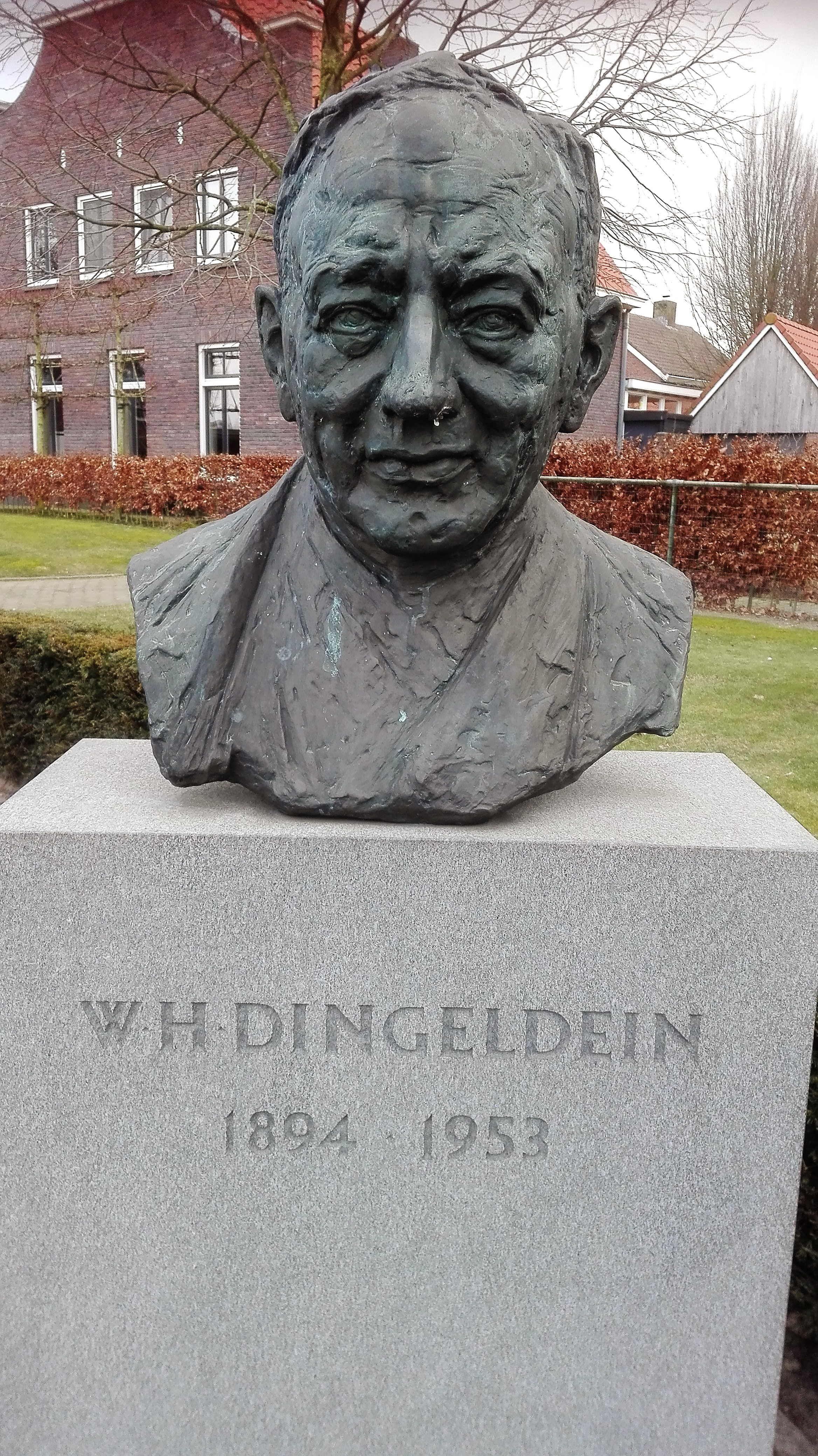
Büste W H Dingeldein
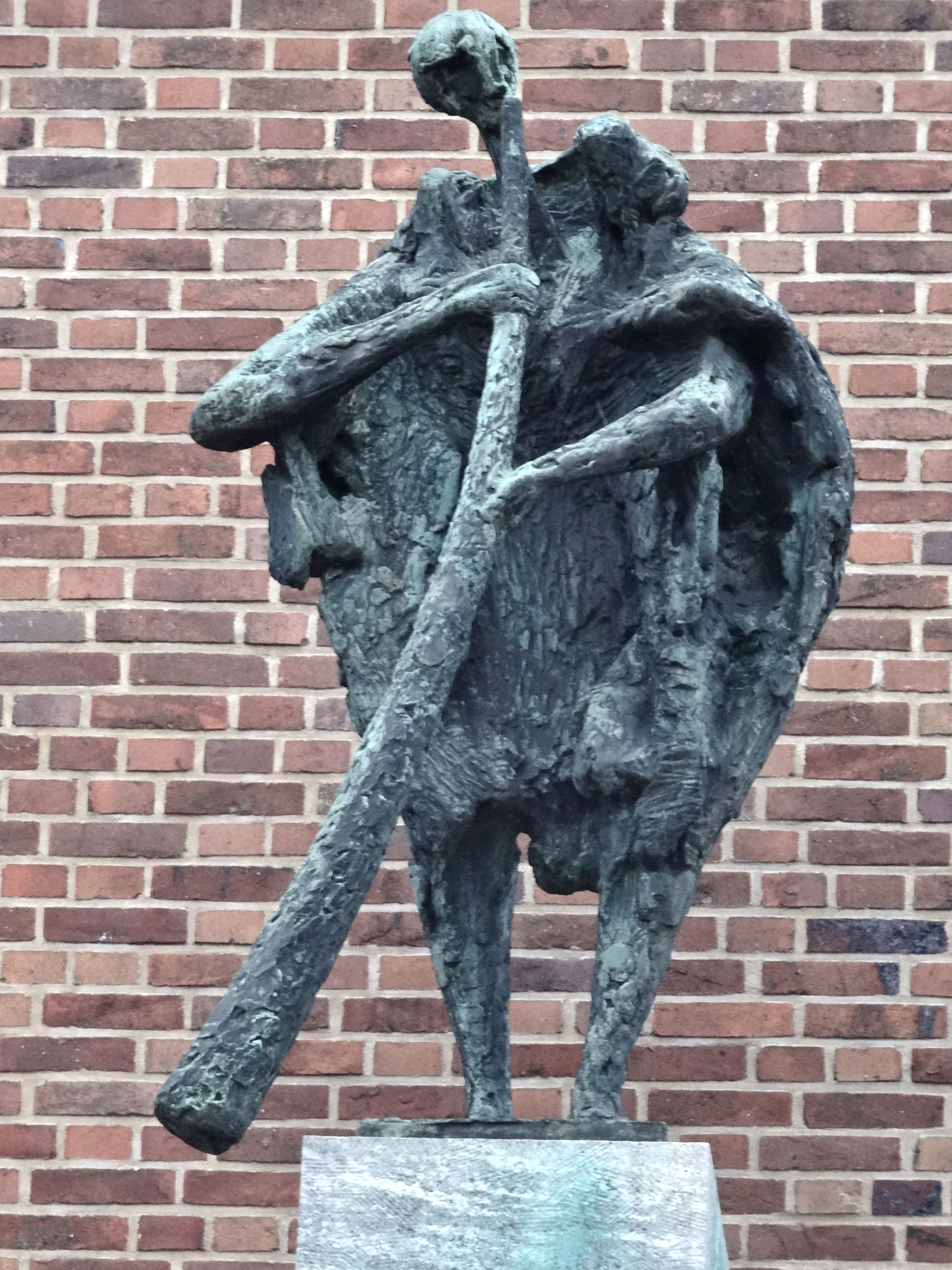
Midwinterhoornblazer

## Werke im öffentlichen Raum (Auswahl)
- 1954: Brandweermannen. Relief, Kalksandstein, Hengelosestraat in Enschede
- 1954: Rode haan bij oplaaiende vlammen. Relief, Kalksandstein. Hengelosestraat in Enschede
- 1954: Steigerend paard. Relief in Hengelosestraat, Enschede
- 1954: Relief, Sterrenbosweg in Haaksbergen
- 1955: Metallrelief. Europatunnel in Hengelo, Spoorstraat (zusammen mit Jan van Eyl)
- 1959: Herrijzing. Basaltlava, Getfertsingel in Enschede[6]
- 1963: Levensgang. Bronze. Wetterfahnenturm des Rathauses von Hengelo (zusammen mit Jan van Eyl)
- 1963: Midwinterhoornblazer. Hengelo (zusammen mit Jan van Eyl)
- 1963: Schooljeugd. Bronze. Obs stedeke Kuimgaarden in Diepenheim, Hof van Twente[7]
- 1965: De Zonnebloem. Bronze, Lange Streek, Swifterbant[8]
- 1968: Plastiek. Beton. Zilvermeeuwlaan in Leidschendam-Voorburg
- 1973: Klaverblad. Kupfer. Lijsterstraat in Enschede
- 1988: Büste von  Willem Hendrik Dingeldein. Van der Heijdenstraat/Wiptoen in Denekamp, Dinkelland
- Marktkraam. Relief, Terrakotta, Markt in Hengelo
- unbekanntes Jahr: Speelplastiek. Beton. Meulenstraat 4 in Enschede[9]